# Bengt Baron
Bengt Baron (ur. 6 marca 1962 w Nacka) – szwedzki pływak. Dwukrotny medalista olimpijski.
Brał udział w dwóch igrzyskach (IO 80, IO 84), na obu zdobywał medale. W 1980 – pod nieobecność części sportowców, w tym amerykańskich pływaków – triumfował na dystansie 100 metrów stylem grzbietowym. Cztery lata później sięgnął po brąz w sztafecie kraulowej. Był brązowym medalistą mistrzostw świata w 1982 (100 m motylkiem i sztafeta) oraz srebrnym medalistą mistrzostw Europy w 1981 (sztafeta 4 × 100 m stylem zmiennym) i brązowym w 1985 (sztafeta 4 × 100 m stylem dowolnym).